# Aceraius kinabalensis
Aceraius kinabalensis is een keversoort uit de familie Passalidae. De wetenschappelijke naam van de soort is voor het eerst geldig gepubliceerd in 1989 door Kon & Johki.